# Pistola de secado de Abderhalden

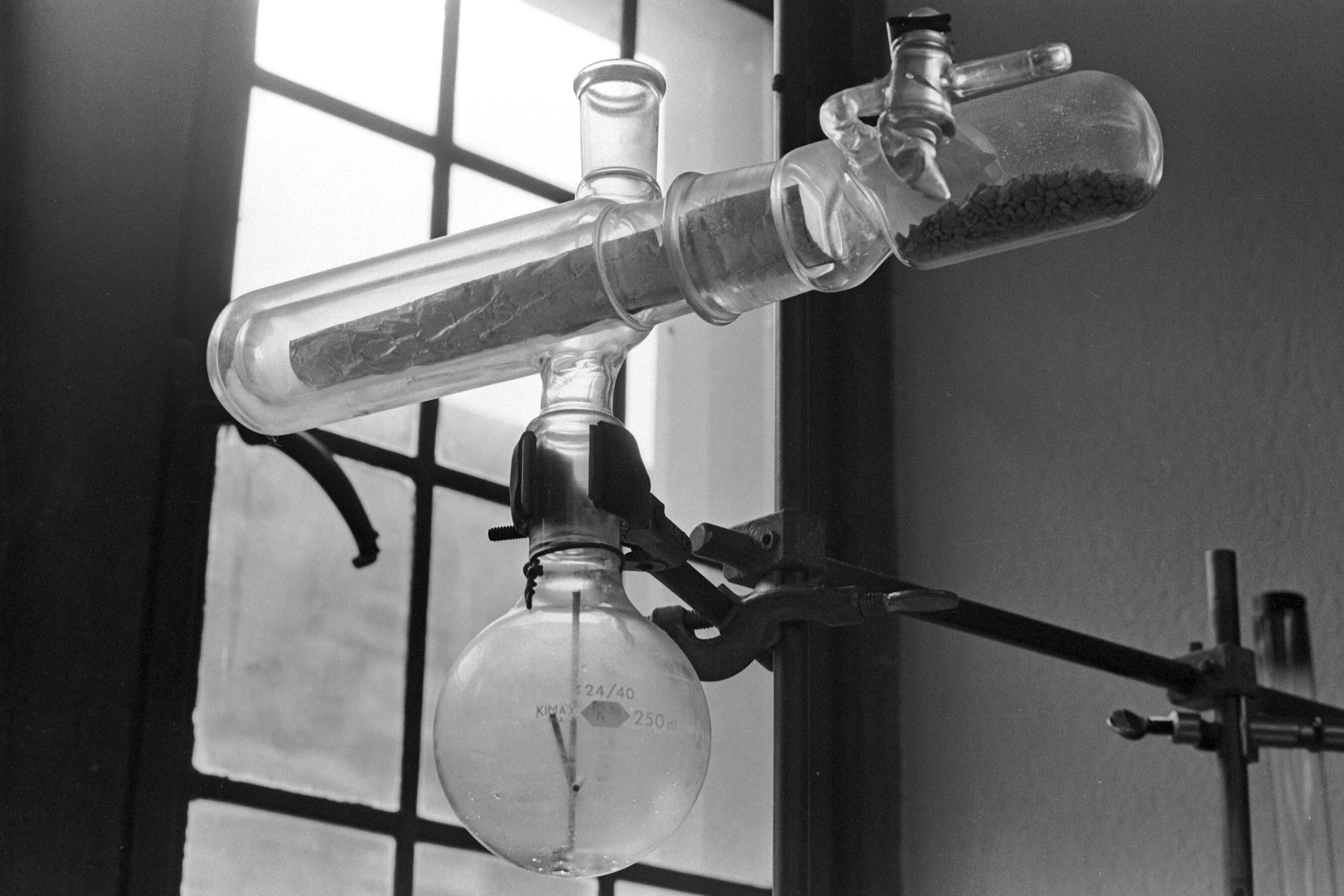
Pistola de secado de Abderhalden. El barril interno se conecta a la fuente de vacío y el barril externo se conecta al matraz de reacción. El condensador no está conectado.

La pistola de secado de Abderhalden es un material de vidrio de laboratorio usado para remover trazas de agua y otras impurezas de algunas muestras. Es llamada "pistola" debido a su parecido con un arma de fuego. Ha ido en desuso debido a las nuevas tecnologías de bombas de vacío y parrillas de calentamiento. El aparato fue descrito por primera vez en un libro editado por Emil Abderhalden. La pistola de secado permite que la muestra sea secada a elevadas temperaturas, lo cual es útil cuando el almacenamiento en desecadores a temperatura ambiente no da los resultados requeridos.

## Operación
La pistola de secado consiste en dos barriles concéntricos; el barril interno está conectado a una fuente de vacío mediante una trampa. El barril externo está conectado en la parte inferir a un matraz bola y por la parte superior a un condensador. Para operar la pistola de secado, se coloca una muestra en el barril interno y se somete a un vacío. El matraz bola es llenado con un disolvente apropiado y es calentado a ebullición. Los vapores calientan el barril interno y la pérdida de disolvente es evitada por el condensador. Al elegir el disolvente apropiado, la temperatura a la que la muestra es secada puede ser modificada a elección.

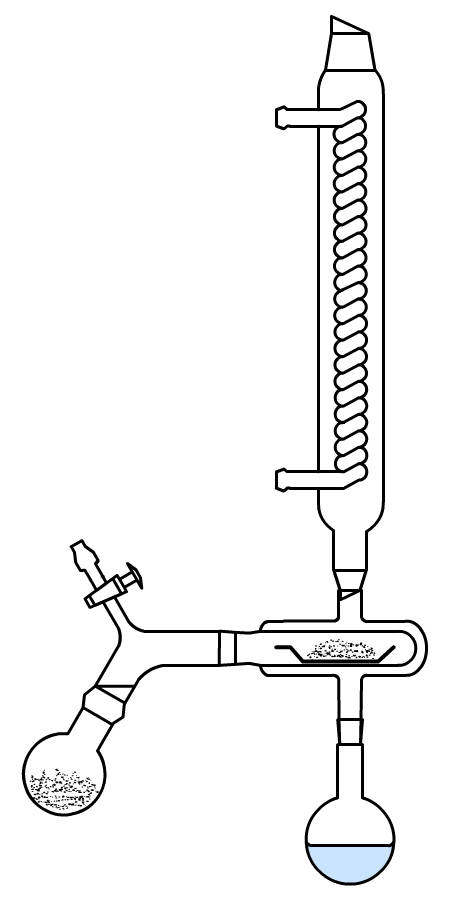
Esquema de una pistola de secado

Si la trampa es llenada con un material apropiado, el agua puede ser removida con pentóxido de fósforo; los gases ácidos con potasio metálico o hidróxido de sodio y los disolventes orgánicos con pequeñas capas de parafina. Aun así, el uso de estos agentes no suele ser muy eficaz; generalmente la principal impureza removida es agua.
Esta configuración permite el secado de compuestos sensibles al calor bajo condiciones relativamente suaves. La remoción de estas impurezas es especialmente importante para que se obtengan buenos resultados en técnicas como el análisis elemental y el análisis gravimétrico. 